# François Mitterrand
François Mitterrand (născut François Marie Adrien Maurice Mitterrand), (; n. 26 octombrie 1916, Jarnac, Poitou-Charentes, Franța – d. 8 ianuarie 1996, Paris, Île-de-France, Franța) a fost președinte al Franței între anii 1981-1995.

## Date biografice
După absolvirea studiilor sale, în 1939, a fost mobilizat în armată, iar în 1940 a fost în captivitate germană. În 1941 a evadat. Apoi a devenit membru al Rezistenței franceze.
Mitterrand a evoluat din punct de vedere ideologic de la poziția socialismului reformator la aceea a pragmatismului caracteristic unui reprezentant al națiunii, susținător al rolului cheie, din punct de vedere militar și cultural, pe care Franța era chemată să-l joace în arena internațională. Franța lui Mitterrand a ocupat un loc de frunte în edificarea Uniunii Europene.
În 1988 a fost distins cu Premiul Carol cel Mare, alături de cancelarul german Helmut Kohl.
François Mitterrand a murit pe 8 ianuarie 1996, de cancer, la vârsta de 79 de ani în Paris.

## Moștenire arhitectonică
François Mitterand a inițiat sau a susținut o serie de remarcabile construcții la Paris:
- „La Grande Arche“, un impozant arc de triumf la intrarea în cartierul „La Défense“
- Piramida din curtea Muzeului Luvru, noua intrare în muzeu.
- „Opéra Bastille“
- „Bibliothèque nationale de France“
- „Institut du monde arabe“
- „Monument des Droit de l’homme“
- „Barque Solaire“ de la „Château de Rambouillet“ (barcagiul poartă trăsăturile lui Mitterrand)